# Manifest Llibres
Manifest Llibres és una editorial catalana fundada el 2023 per Ekaitz Cancela i Simón Vázquez, qui anteriorment havia cofundat Tigre de Paper Edicions i rellançat Bellaterra Edicions, conjuntament amb l'editorial de llibres en castellà Verso Libros que incorpora títols del catàleg de Verso Books, agermanades en la cooperativa Radical Books.
Manifest Llibres està especialitzada en obres de narrativa i no-ficció i publica una vintena de llibres a l'any. Els primers tres llibres que va editar van ser Batum de Mikhaïl Bulgàkov, Trainspotting d'Irvine Welsh i una antologia d'articles d'Audre Lorde.